# Laval-sur-Vologne
Laval-sur-Vologne ([laˈval syʁ vɔˈlɔɲ] ) ist eine französische Gemeinde mit 630 Einwohnern (Stand: 1. Januar 2022) im Département Vosges in der Region Grand Est. Sie gehört zum Arrondissement Saint-Dié-des-Vosges (bis 2024 Épinal) und ist Mitglied im Gemeindeverband Communauté de communes Bruyères-Vallons des Vosges. Die Bewohner werden Lavallois und Lavalloises genannt.

## Geografie

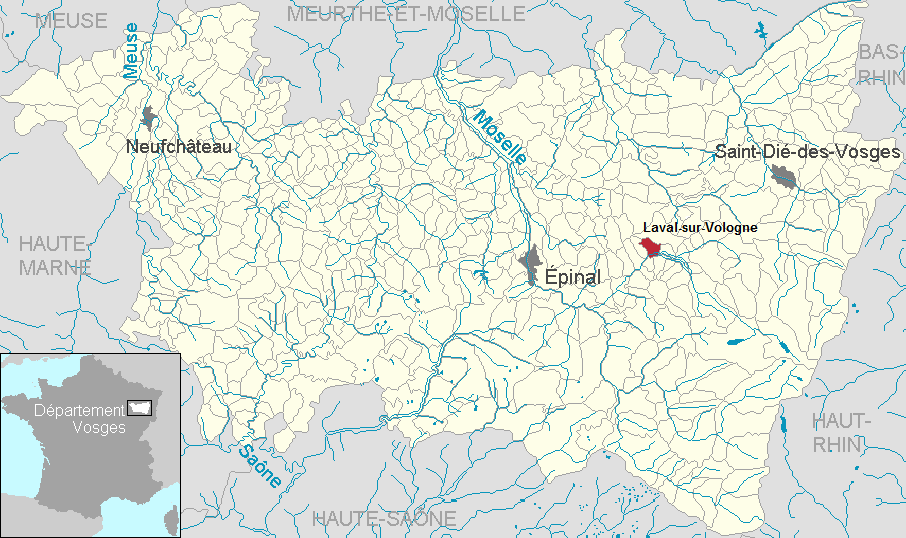
Lage der Gemeinde Laval-sur-Vologne im Département Vosges

Die Gemeinde Laval-sur-Vologne liegt in den Vogesen auf einer Höhe von 420 m über dem Meeresspiegel, etwa auf halbem Weg zwischen Épinal und Saint-Dié.
Die Fläche des 3,58 km² großen Gemeindegebietes umfasst einen Abschnitt des Tales der Vologne. Die Vologne entspringt am Vogesenkamm, ändert hier ihre Fließrichtung um 90° von Nordwest auf Südwest und erreicht somit in Laval ihren nördlichsten Punkt. Im Gemeindegebiet herrscht Acker- und Weideland vor, lediglich an den Hängen des Haut de Thiémont im Westen, südlich der Vologne (Les Noves) und im äußersten Nordwesten (Forêt de Faîte) finden sich kleinere bewaldete Flächen.
Prägend für das Siedlungsbild des Dorfes ist die traditionsreiche Papierfabrik südlich des Dorfkerns, für die über den Canal des Usines Wasser von der Vologne abgezweigt wird.
Zu Laval gehören die Weiler und Höfe Champ Graville, Les Fayés, Les Antilleux und Les Grandes Feignes.
Nachbargemeinden von Laval-sur-Vologne sind Bruyères im Nordosten, Champ-le-Duc im Osten, Fiménil im Südosten, Prey im Südwesten sowie Fays im Westen.

## Geschichte
Das Dorf Laval-sur-Vologne hieß bis 1937 Laval. Es gehörte im Ancien Régime zur Vogtei Bruyeres und zur vom Kapitel in Remiremont abhängigen Pfarrei von Champ-le-Duc.

### Bevölkerungsentwicklung
| Jahr      | 1962 | 1968 | 1975 | 1982 | 1990 | 1999 | 2006 | 2013 | 2021 |
| Einwohner | 523  | 548  | 639  | 746  | 687  | 609  | 625  | 642  | 633  |

Im Jahr 1793 wurde mit 205 Bewohnern die bisher höchste Einwohnerzahl ermittelt. Die Zahlen basieren auf den Daten von cassini.ehess und INSEE.

## Sehenswürdigkeiten
- Kirche St. Magdalena (Église Sainte-Madeleine), 2009/2010 innen renoviert mit Geldern aus dem Verkauf des Pfarrhauses[4]

Kirche St. Magdalena
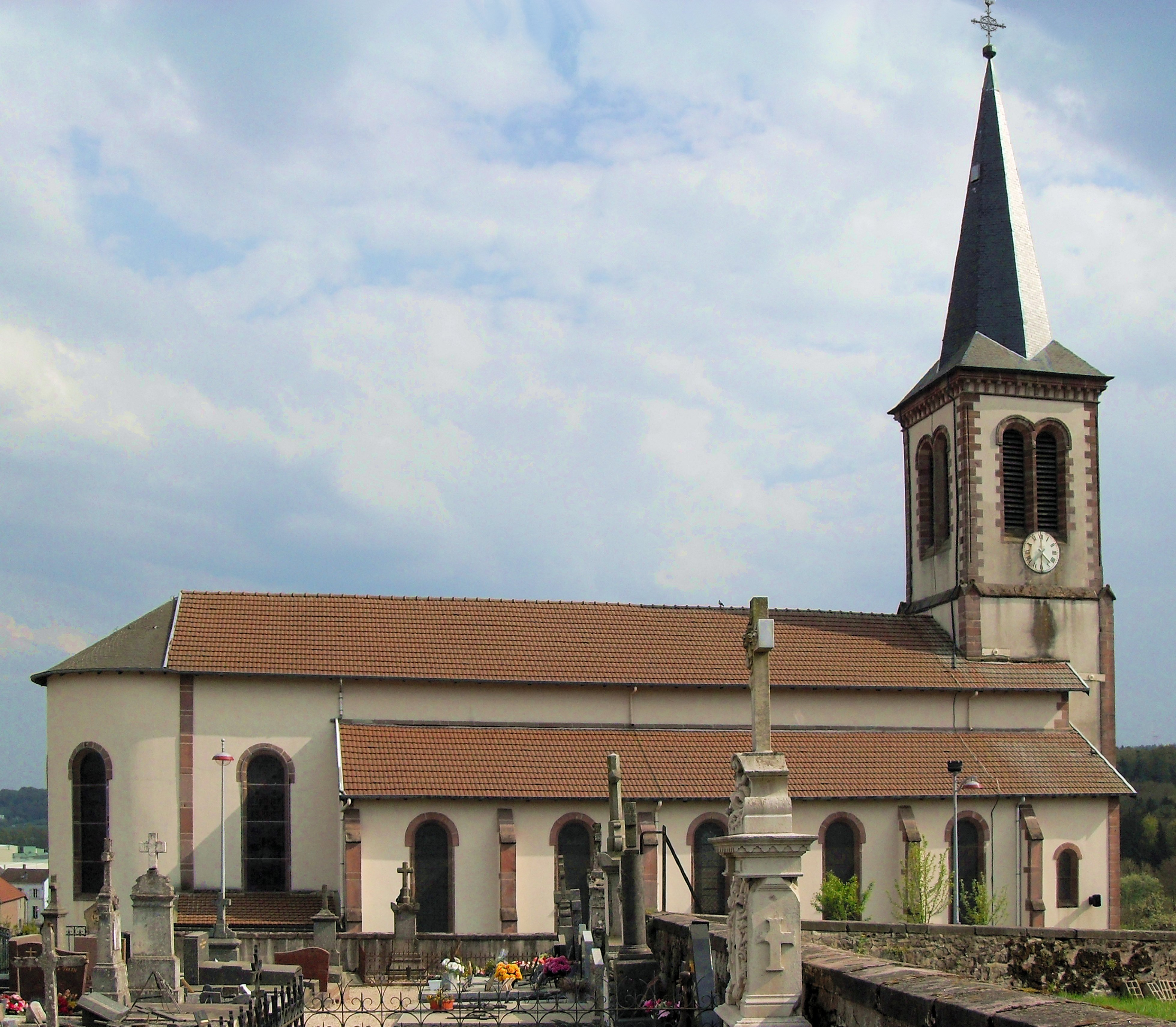
Nordwestseite
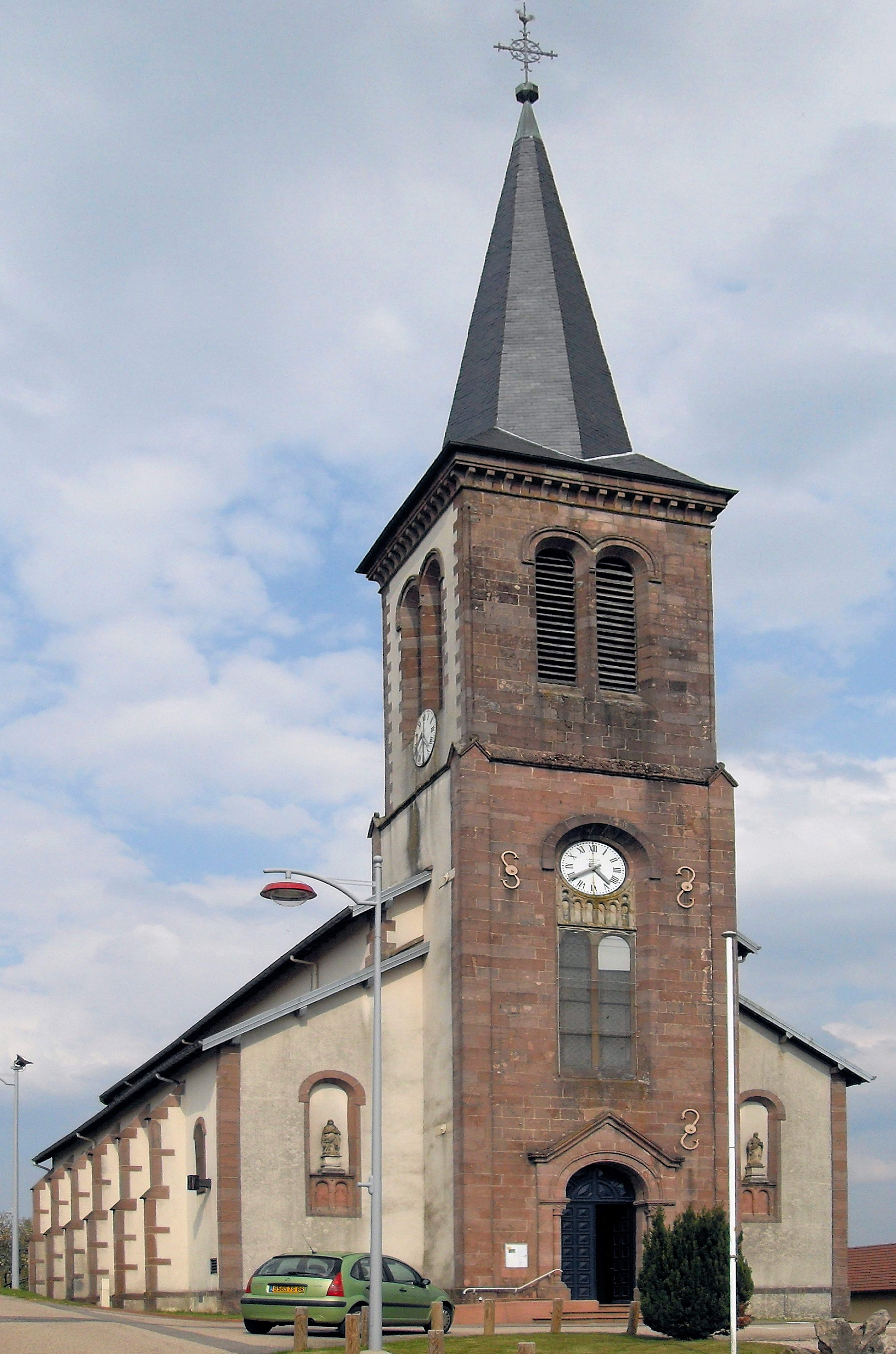
Südwestseite

## Wirtschaft und Infrastruktur
Das größte Unternehmen in Laval ist die Papierfabrik Novatissue SAS, eine Tochter der italienischen Cartiere Luccese S.p.a. (Lucart). Der Betrieb stellt Kartone für die Lebensmittelverpackung sowie Papierhandtücher, Toilettenpapier und Taschentücher her. Er setzt damit die über 150-jährige Tradition der Papierverarbeitung im Volognetal fort. Daneben gibt es im Dorf mehrere Dienstleistungsbetriebe. In der Gemeinde sind auch sieben Landwirtschaftsbetriebe ansässig (Milchwirtschaft, Rinderzucht).
Laval ist Kindergarten- und Grundschul-Standort.
Die dem Volognetal folgende Straße D 44 von Bruyères nach Docelles führt durch die Gemeinde Laval. Die Straße bildet eine der beiden direkten Verbindungen zwischen Épinal und Saint-Dié, den beiden größten Städten des Départements. Der nächste Bahnhof liegt in der zwei Kilometer entfernten Kleinstadt Bruyères an der von der TER Lorraine betriebenen Bahnstrecke Arches–Saint-Dié.

## Belege
1. ↑  Monographie de Laval sur Vologne. Archiviert vom Original am 13. Juli 2012; abgerufen am 23. Oktober 2011 (französisch).
2. ↑  Laval-sur-Vologne auf cassini.ehess
3. ↑  Laval-sur-Vologne auf INSEE
4. ↑  Restaurierung der Kirche Sainte-Madeleine. Abgerufen am 23. Oktober 2011 (französisch).
5. ↑  Neue Produktionslinie in der Papierfabrik. (pdf) Archiviert vom Original am 10. Mai 2012; abgerufen am 23. Oktober 2011 (französisch).
6. ↑  Geschichte Cartiere Luccese mit Luftbild der Papierfabrik Laval. Abgerufen am 23. Oktober 2011 (italienisch).
7. ↑  Landwirtschaftsbetriebe auf annuaire-mairie.fr (französisch)